# Andrea Kersten

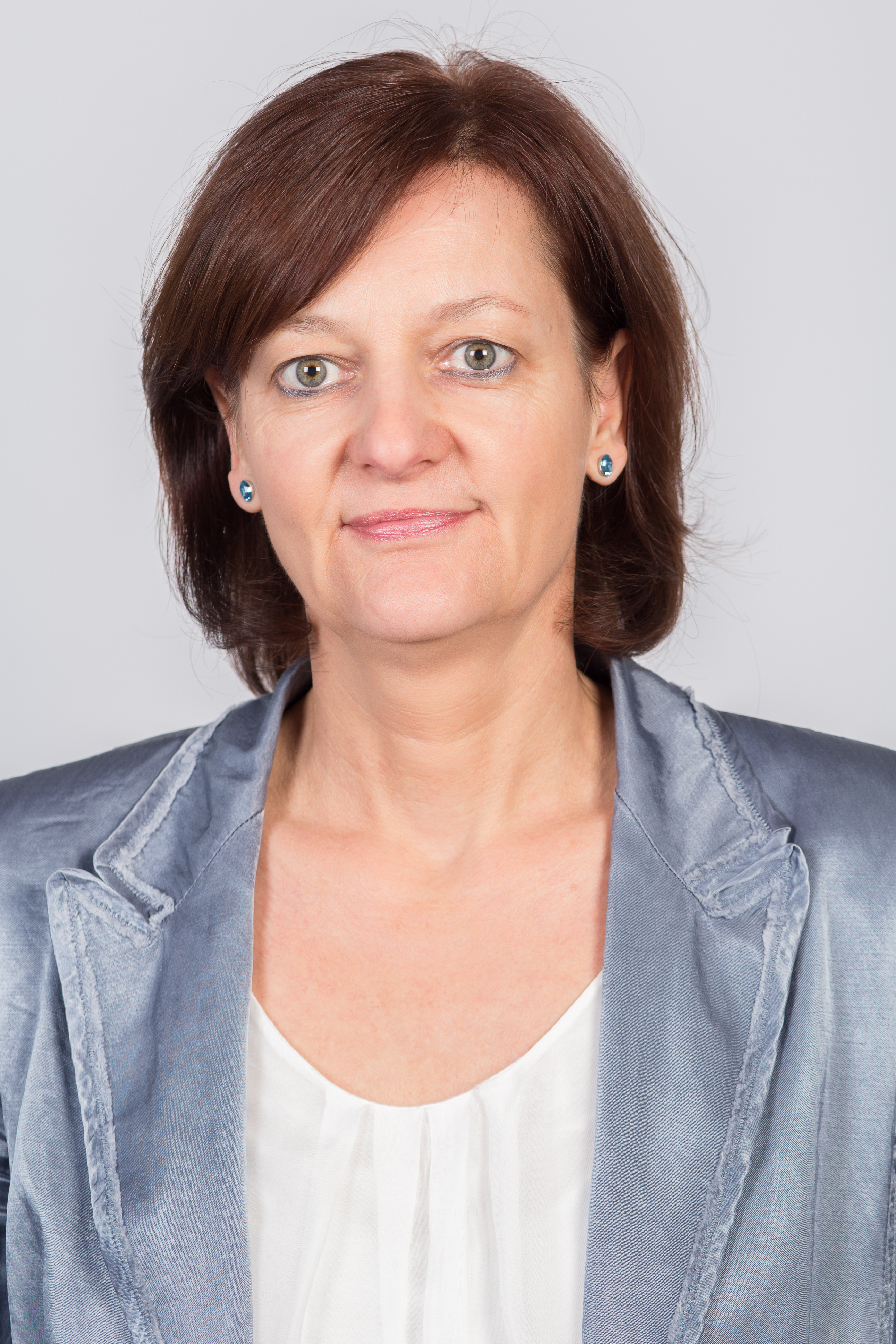
Andrea Kersten 2016

Andrea Kersten (* 10. Oktober 1965 in Karl-Marx-Stadt) ist eine deutsche Politikerin (parteilos, zuvor Die blaue Partei und AfD). Sie war seit der Landtagswahl in Sachsen 2014 bis zur Landtagswahl in Sachsen 2019 Abgeordnete im Sächsischen Landtag.

## Leben
Kersten absolvierte von 1972 bis 1982 eine polytechnische Oberschule und durchlief 1982 bis 1985 eine Ausbildung zur Baufacharbeiterin mit Abitur. Von 1986 bis 1991 studierte sie Textiltechnologie mit Abschluss als Diplomingenieurin an der Technischen Universität Chemnitz. Seit 2008 arbeitet Kersten als selbständige freie Sachverständige für Immobilienbewertung.
Andrea Kersten lebt in Ottendorf, ist verheiratet und hat zwei Kinder.

## Politisches Engagement
Kersten trat im November 2013 der neu gegründeten Partei Alternative für Deutschland bei und wurde im Mai 2014 in den mittelsächsischen Kreistag gewählt. Bei der Landtagswahl in Sachsen 2014 wurde sie über die Landesliste der AfD Sachsen in den Landtag gewählt.
Am 29. September 2017 trat Kersten aus der AfD-Landtagsfraktion aus und im November 2017 auch aus der Partei. Anschließend war sie Mitglied bei Die blaue Partei.
Ein erneuter Einzug in den Landtag nach der Landtagswahl in Sachsen 2019 am 1. September 2019 gelang nicht.